# Frontera entre Guatemala y México
La frontera entre la República de Guatemala y los Estados Unidos Mexicanos es un límite internacional de aproximadamente 965 kilómetros de longitud ubicado en Centroamérica. Del lado guatemalteco colindan los departamentos de San Marcos, Huehuetenango, Quiché, y Petén; en la parte mexicana se encuentran los estados de Chiapas (654 km), Tabasco (108 km) y Campeche (194 km).
Esta frontera es la más extensa para un país centroamericano. Dada la ausencia de accidentes orográficos significativos en la mayor parte de su recorrido (con la única excepción de la elevada Sierra Madre al sur), el límite está básicamente definido por líneas geódesicas rectas e imaginarias y por los causes de los ríos Usumacinta y Suchiate, acordada entre ambos países con el Tratado Herrera-Mariscal en 1882.
Por otro lado, la frontera entre México y Guatemala es lineal en gran parte debido a acuerdos históricos que la definieron a través de líneas rectas entre puntos clave, que incluyen los cruces fronterizos formales como Ciudad Hidalgo-Tecún Umán, Talismán-El Carmen, y Ciudad Cuauhtémoc-La Mesilla. La frontera está definida principalmente por el paralelo 17°49' de latitud norte y por los cerros Buenavista e Ixbul como puntos de referencia.

## Historia

### El Tratado de Límites con Guatemala

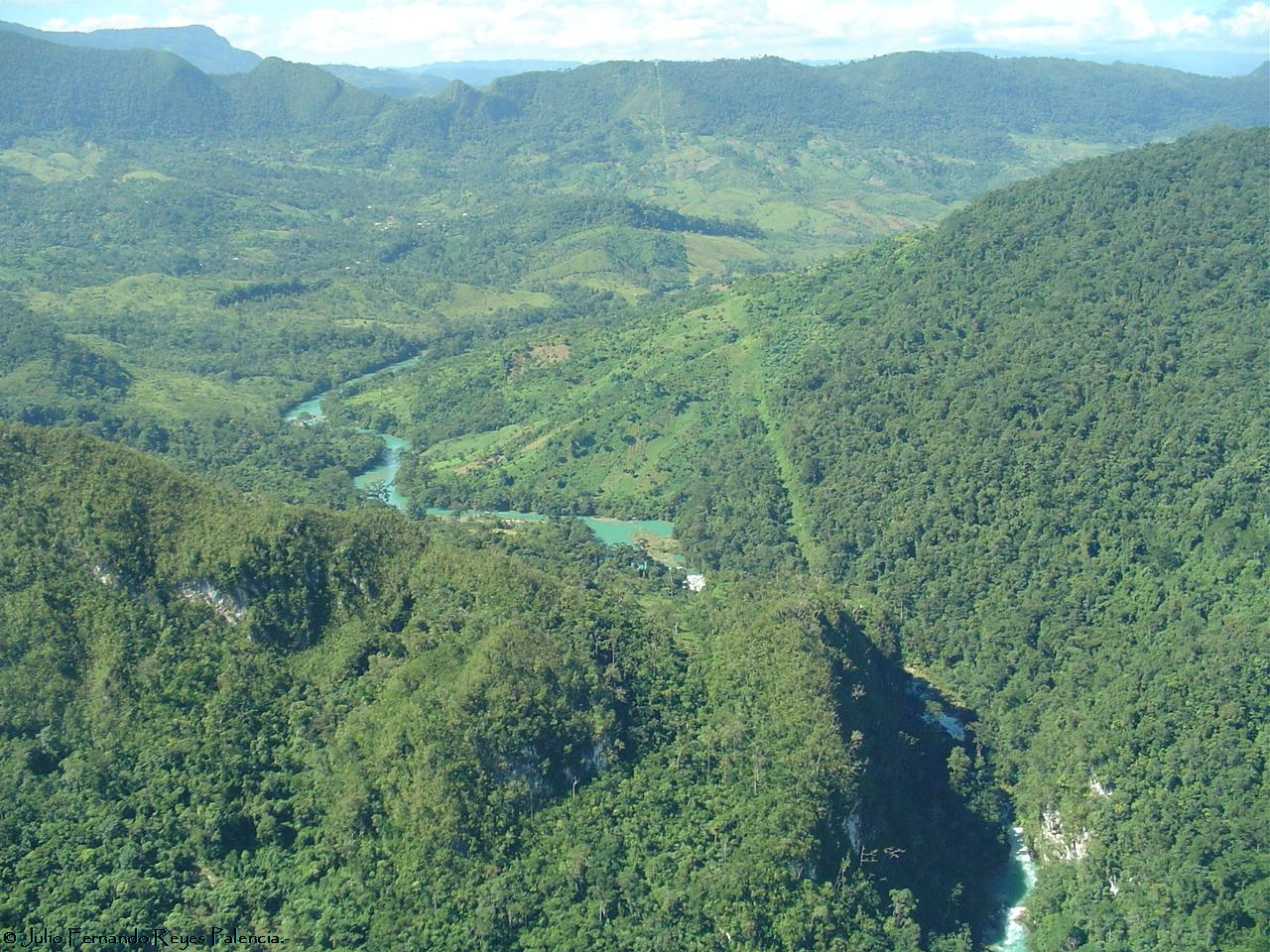
México se encuentra en el lado derecho y Guatemala en el izquierdo.

En 1881 se plantean problemas con Guatemala cuando el presidente Justo Rufino Barrios reclama las tierras del Soconusco y Chiapas. La postura inicial del Gobierno de México era de no aceptar discusión sobre sus derechos en esa región. 
Sin embargo, a partir de 1882 se inició un diálogo para resolver el problema entre Matías Romero y Justo Rufino en El Malacate en la Hacienda de Barrios (Soconusco), donde ambos tenían posesiones. Decidieron acudir al arbitraje de los Estados Unidos. El Convenio Preliminar se firmó en Nueva York el 12 de agosto de 1882, y en él se establecía que: 

"la República de Guatemala prescinde de la discusión que ha sostenido acerca de los derechos que le asisten al territorio de Chiapas y su departamento de Soconusco"

 por lo que la posición de México queda bien sentada en cuanto a sus derechos de esos territorios.
El Tratado de Límites definitivo se firmó en Ciudad de México el 27 de septiembre de 1882. En su primer artículo dispone que: 

"La República de Guatemala renuncia para siempre a los derechos que juzga tener sobre el territorio del Estado de Chiapas y de su Distrito de Soconusco, y en consecuencia, considera dicho territorio como parte integrante de los Estados Unidos Mexicanos."

 En cuanto al trazado de la frontera propiamente dicho, México y Guatemala acordaron utilizar líneas rectas entre puntos clave conocidos y aceptados por ambos países. Los trabajos de medición y delimitación concluyeron en 1902. En el Soconusco Guatemala avanzó hasta el río Suchiate y México recibió la comarca de Motozintla.

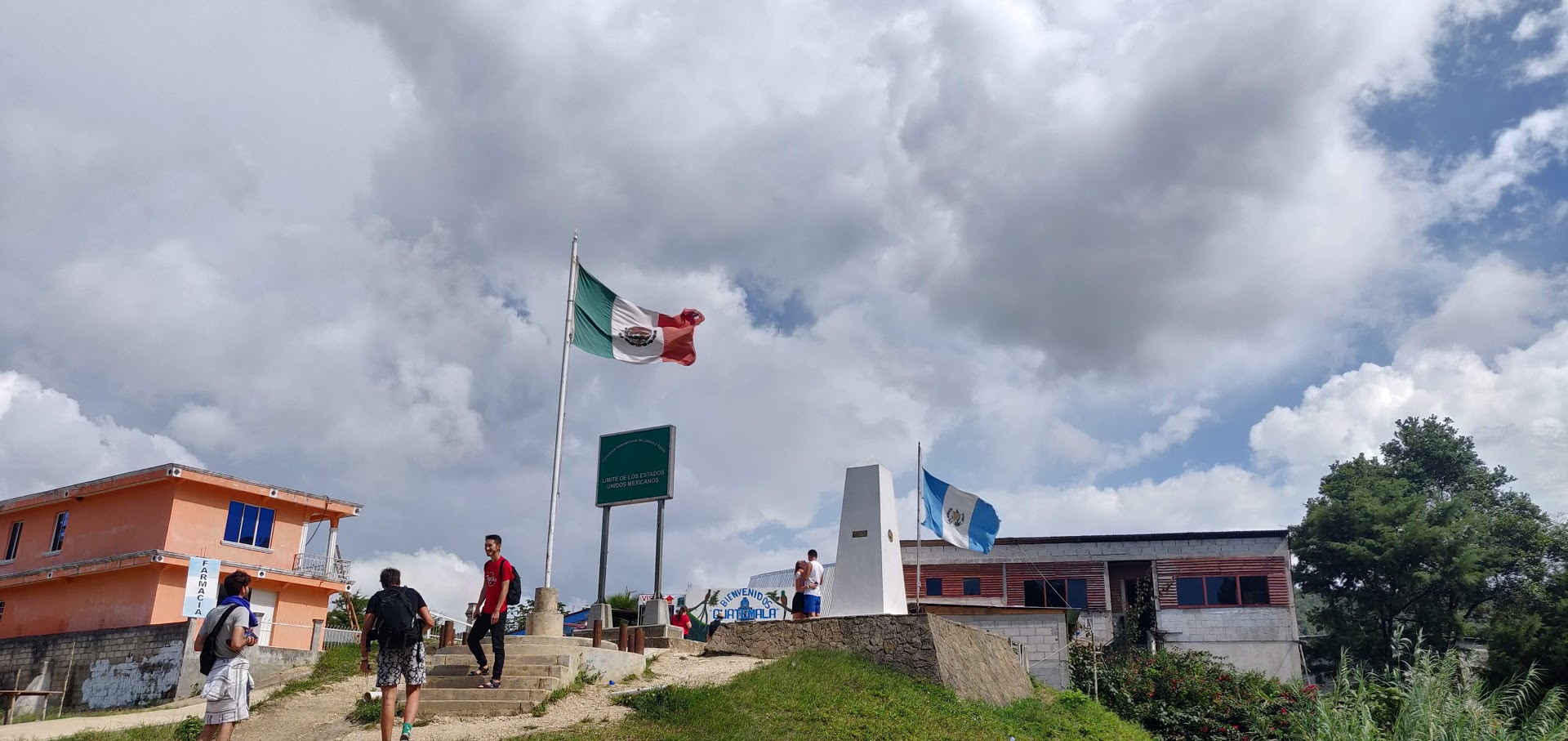
Frontera entre México y Guatemala del lado mexicano.

## Ciudades y cruces fronterizos

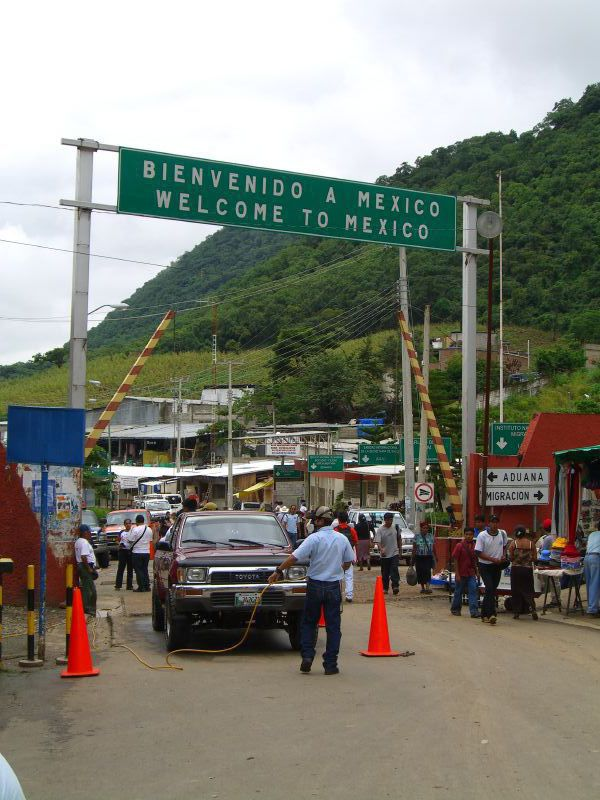
Cruce fronterizo Guatemala-México.

Guatemala y México contaban con 10 cruces fronterizos formales en 2004:
| México  | México           | Guatemala     | Guatemala         |
| Estado  | Localidad        | Departamento  | Localidad         |
| ------- | ---------------- | ------------- | ----------------- |
| Chiapas | Ciudad Hidalgo   | San Marcos    | Ciudad Tecún Umán |
| Chiapas | Talismán         | San Marcos    | El Carmen         |
| Chiapas | Unión Juárez     | San Marcos    | Toquían Grande    |
| Chiapas | Mazapa de Madero | San Marcos    | Sibinal           |
| Chiapas | Cuauhtémoc       | Huehuetenango | La Mesilla        |
| Chiapas | Carmen Xhán      | Huehuetenango | Gracias a Dios    |
| Chiapas | Nuevo Orizaba    | Quiché        | Ingenieros        |
| Chiapas | Frontera Corozal | Petén         | Bethel            |
| Tabasco | El Ceibo         | Petén         | El Ceibo          |
| Tabasco | El Martillo      | Petén         | El Naranjo        |